# HD 182955
HD 182955，又名BD+19 4017，SAO 104839、HR 7391，是一颗恒星，视星等为5.81，位于銀經54.54，銀緯1.59，其B1900.0坐标为赤經19h 22m 6.1s，赤緯+19° 1.59′ 33″。